# Kostel svatého Petra a Pavla (Želechovice nad Dřevnicí)
Kostel svatého Petra a Pavla je jednolodní pozdně barokní farní kostel v Želechovicích nad Dřevnicí. Je chráněn jako kulturní památka.

## Historie
Stojí na místě středověkého kostela, o čemž svědčí některé dochované stavební prvky. V 16. století byla fara obsazena nekatolíky a kolem roku 1620 zanikla. V následujících letech patřila farnost střídavě k Vizovicím a ke Zlínu. V roce 1737 byl kostel renovován. Od roku 1756 zde působila expozitura a v roce 1785 byla ustavena lokálie, která byla teprve v roce 1843 povýšena na faru.